# Herb Grubel
Herbert G. (Herb) Grubel (né le 26 février 1934 à Frankfort) est un ancien homme politique canadien. Il représente le district électoral de 
Capilano—Howe Sound dans la Chambre des communes du Canada de 1993 à 1997.